# Черепаха Чако
Черепаха Чако (Chelonoidis chilensis) — вид черепах з роду Американські сухопутні черепахи родини Суходільні черепахи. Має 3 підвиди. Отримала свою назву по області Чако. Інше найменування «аргентинська черепаха».

## Опис
Загальна довжина карапаксу становить 20—25 см. Самці трохи більші за самиць. Голова велика, масивна. Панцир має овальну форму, піднятий догори. Лапи масивні із довгими кігтями.
Забарвлення панцира коричневе або буре із жовтуватими плямами на щитках. Пластрон дещо світліше за карапакс.

## Спосіб життя
Полюбляє сухі пустелі, що заросли травою та чагарником. Охоче приймає водні ванни. У теплу пору року проводить час у неглибоких ямах, а на зиму перебираються у зимові нори, більш глибокі. Впадає у сплячку або ж проводить зиму в дрімотному стані, періодично вибираючись на поверхню, щоб напитися води і злегка перекусити.
Харчується травою, пагонами рослин, фруктами, кактусами, падлом.
Парування відбувається у теплі літні місяці з листопада по грудень. Самиця відкладає до 6 яєць. За сезон буває 2 кладки — у січні—березні. Інкубація триває 125–365 днів.

## Розповсюдження
Мешкає в Аргентині, заході Парагваю, південному заході Болівії. Незважаючи на те, що латиною її називають чилійською черепахою, у Чилі вона не зустрічається.

## Підвиди
- Chelonoidis chilensis chilensis
- Chelonoidis chilensis donosobarrosi
- Chelonoidis chilensis petersi